# Fogarasi Albert
Fogarasi Albert (Torda, 1851. március 24. – Nagyenyed, 1945. november 19.) magyar filológus, történész.

## Életútja
Tanulmányait a Bethlen Gábor Kollégiumban végezte, ugyanott volt tanár 1908-ig. Két ízben viselt rektori tisztséget; munkásságát nyugdíjba vonulása után is Nagyenyednek és főként a kollégiumnak szentelte. Irányító szerepe volt a függetlenségi szellemű politikai mozgalmakban. 1935-ben a Magyar Kaszinó centenáriuma alkalmával Jenei Elekkel megírta a kaszinó történetét. Emlékirataiban a 19. századbeli kollégiumi életet idézte fel. 1939-ben befejezett A Bethlen-kollégium múltjából című monografikus munkája más kézirataival együtt a Bethlen Könyvtárban található.

## Kötetei
- Egyiptom földjén (Nagyenyed 1897)
- Régi diákélet a Bethlen-kollégiumban (a 300 éves Bethlen-kollégium emlékalbumában, Nagyenyed 1922)
- Nagyenyeden (a Tabéry Géza és Incze Ernő szerkesztette Jókai Erdélyben c. kötetben, Nagyvárad, 1925. 101-08.).